# Janikulum

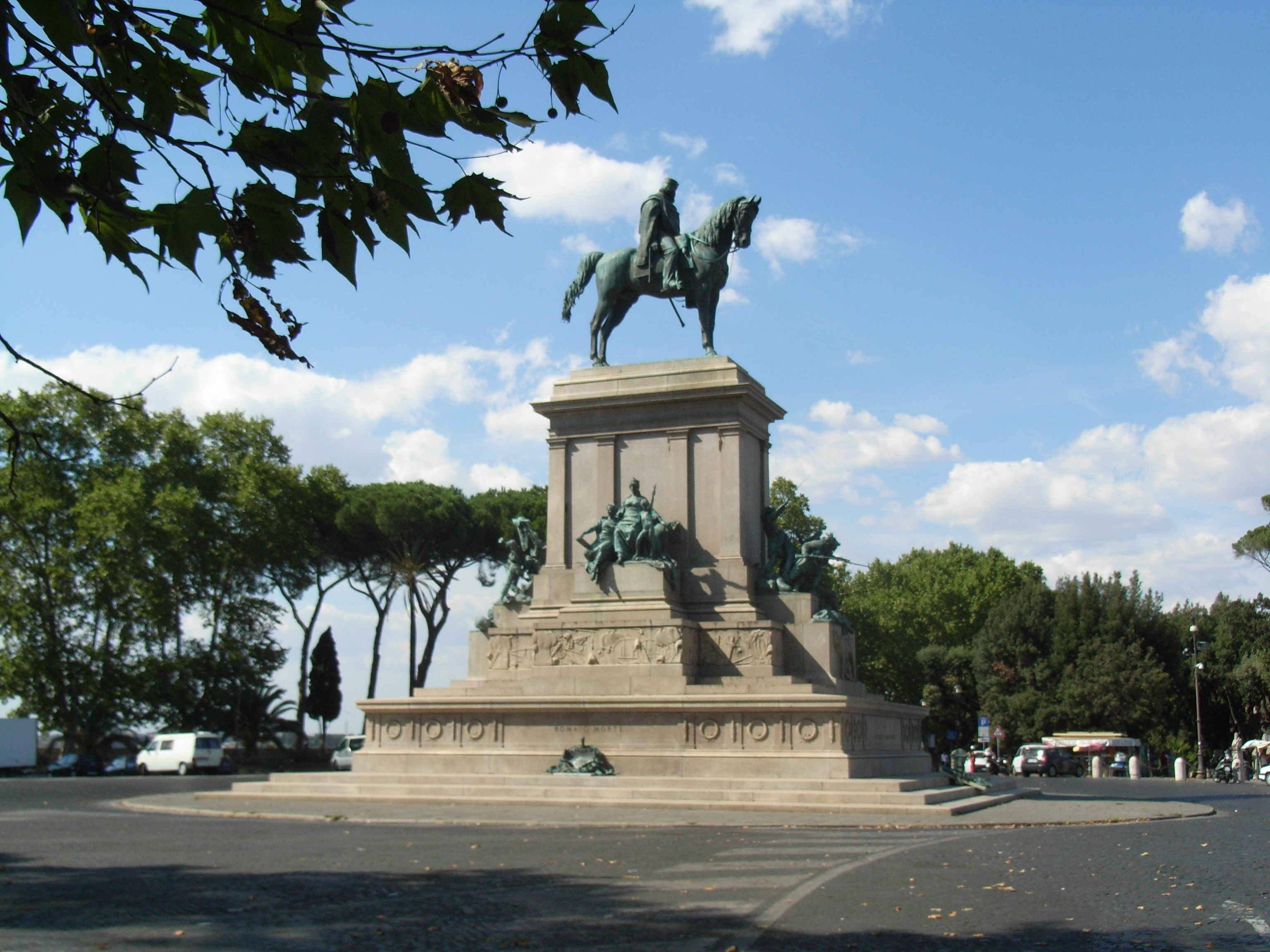
Pomnik Garibaldiego

Janikulum (wł. Gianicolo, łac. Ianiculum) – wzgórze w obrębie Rzymu, stolicy Włoch, na prawym brzegu Tybru. Na jego szczycie stoi pomnik Giuseppe Garibaldiego. Mimo że jest jednym z najwyższych w granicach dzisiejszego Rzymu, nie jest zaliczany do historycznych siedmiu wzgórz; leży bowiem na zachód od Tybru i poza murami starożytnego miasta.
W V wieku p.n.e. wzgórze należało do etruskiego miasta Weje, z którym Rzym prowadził swe pierwsze wojny. W latach 406-396 p.n.e. Rzymianie oblegali Weje, co zakończyło się zdobyciem i zburzeniem miasta. Jedna z bitew stoczona została na stokach Janiculum.